# Лопец
Лопец — деревня в Большеврудском сельском поселении Волосовского района Ленинградской области.

## История
Впервые упоминается в Писцовой книге Водской пятины 1500 года как деревня Лопец в Ястребинском Никольском погосте Копорского уезда.
На карте Ингерманландии А. И. Бергенгейма, составленной по шведским материалам 1676 года, она обозначена как деревня Loop bolschoi.
На шведской «Генеральной карте провинции Ингерманландии» 1704 года — как Loop bolsoi.
Деревня Лопец упоминается на карте Ингерманландии А. Ростовцева 1727 года.
Деревня Лопец обозначена на карте Санкт-Петербургской губернии Я. Ф. Шмидта 1770 года.
На карте Санкт-Петербургской губернии Ф. Ф. Шуберта 1834 года она обозначена как деревня Лопец, состоящая из 49 крестьянских дворов и при ней мыза Помещика Голубцова.

ЛОПЕЦ — деревня принадлежит действительному статскому советнику Голохвастову, число жителей по ревизии: 131 м. п., 142 ж. п. (1838 год)

На карте Ф. Ф. Шуберта 1844 года отмечена деревня Лопец из 49 дворов.

ЛОПЦЫ — деревня надворной советницы фон-Зель, 10 вёрст почтовой, а остальное по просёлочной дороге, число дворов — 40, число душ — 109 м. п. (1856 год)

ЛОПЕЦ — деревня, число жителей по X-ой ревизии 1857 года: 100 м. п., 98 ж. п., всего 198 чел.

ЛОПЕЦ — мыза владельческая при ключе, по левую сторону 1-й Самерской дороги, число дворов — 4, число жителей: 3 м. п., 10 ж. п.

ЛОПЕЦ — деревня владельческая при ключе, по левую сторону 1-й Самерской дороги, число дворов — 42, число жителей: 112 м. п., 127 ж. п. (1862 год)

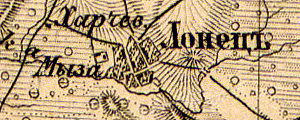
Деревня Лопец на карте 1863 года

Согласно карте из «Исторического атласа Санкт-Петербургской Губернии» 1863 года на западной окраине деревни Лопец находилась мыза и харчевня.
В 1869—1870 годах временнообязанные крестьяне деревни выкупили свои земельные наделы у А. Р. фон Зель и стали собственниками земли.

ЛОПЕЦ — деревня, по земской переписи 1882 года: семей — 45, в них 120 м. п., 119 ж. п., всего 239 чел.

Согласно материалам по статистике народного хозяйства Ямбургского уезда 1887 года, одно из имений при селении Лопец площадью 1275 десятин принадлежало академику архитектуры Богуславу Богуславовичу Гейденрейху, имение было приобретено в 1883 году за 33 203 рубля, харчевню, кузницу и мельницу хозяин сдавал в аренду. Второе имение принадлежало крестьянке Лужского уезда А. Смирновой. Третье имение при селении Лопец площадью 1 десятина принадлежало ямбургскому мещанину Ю. Г. Рейнворту, имение было приобретено в 1885 году за 1100 рублей.

ЛОПЕЦ — деревня, число хозяйств по земской переписи 1899 года — 33, число жителей: 71 м. п., 74 ж. п., всего 145 чел.;
 разряд крестьян: бывшие владельческие; народность: русская — 141 чел., эстонская — 4 чел.

В конце XIX — начале XX века деревня административно относилась Ястребинской волости 1-го стана Ямбургского уезда Санкт-Петербургской губернии.
По данным «Памятных книжек Санкт-Петербургской губернии» за 1900 и 1905 годы мызой Лопец площадью 1245 десятин, владели крестьяне: Родион Евсеевич Евсеев, Александр Фёдорович Романов и Василий Дмитриевич Гришин.
В 1904 году на хуторах близ деревни проживали 27 эстонских переселенцев.
В 1917 году деревня Лопец входила в состав Яблоницкой волости Ямбургского уезда.
С 1917 по 1924 год деревня Лопец входила в состав Лопецкого сельсовета Молосковицкой волости Кингисеппского уезда.
С 1924 года в составе Крякковского сельсовета.
Согласно данным переписи населения СССР 1926 года в деревне Лопец проживал 151 человек, большинство русские, а также эстонцы.
С августа 1927 года в составе Молосковицкого района.
С 1928 года в составе Морозовского сельсовета.
С 1931 года в составе Волосовского района.
По данным 1933 года деревня Лопец входила в состав Морозовского сельсовета Волосовского района.

Деревня Лопец на карте 1940 года

Согласно топографической карте РККА 1940 года деревня насчитывала 42 двора. В деревне была своя школа. К северу и смежно находилась деревня Белые Ключи, где располагалась фабрика игрушек. Согласно другой военно-топографической карте 1940 года в деревне Лопец находилась часовня. 
C 1 августа 1941 года по 31 декабря 1943 года деревня находилась в оккупации.
В 1952 году население деревни Лопец составляло 210 человек.
С 1954 года в составе Курского сельсовета.
В 1958 году население деревни Лопец составляло 41 человек.
С 1963 года в составе Кингисеппского района.
С 1965 года вновь в составе Волосовского района.
По данным 1966 года посёлок Лопец находился в составе Курского сельсовета.
По данным 1973, 1990 и 1997 годов деревня Лопец в составе Волосовского района не значилась.
Постановлением правительства Российской Федерации от 21 декабря 1999 года № 1408 «О присвоении наименований географическим объектам и переименовании географических объектов в Ленинградской, Московской, Пермской и Тамбовской областях» деревне вновь было присвоено наименование Лопец.
В 2002 году в деревне Лопец Остроговицкой волости проживали 4 человека (все русские).
В 2007 году в деревне Лопец Беседского СП насчитывался 1 житель.
В мае 2019 года деревня вошла в состав Большеврудского сельского поселения.

## География
Деревня расположена в западной части района к западу от автодороги 41А-186 (Толмачёво — автодорога «Нарва»).
Расстояние до административного центра поселения — 8 км.
Расстояние до ближайшей железнодорожной станции Молосковицы — 17 км.
Деревня находится на правом берегу реки Городенка.

## Демография
| 1862 | 2002 | 2007 | 2010 | 2017 |
| ---- | ---- | ---- | ---- | ---- |
| 252  | ↘4   | ↘1   | ↗11  | ↘0   |

### Национальный состав
Согласно данным Всероссийской переписи населения 2021 года в деревне проживали 14 человек, все русские.

## Происшествия
5 апреля 2017 года в деревне сгорели 9 домов.